# Општина Кришени (Салаж)
Кришени (рум. Crişeni) општина је у Румунији у округу Салаж.
Oпштина се налази на надморској висини од 262 m.